# Vratya
Vratya (Sanskrit, m., व्रात्य, vrātya, „Mitglied eines Bundes“) leitet sich von dem Sanskritwort vrāta ("Bund") ab und bezeichnete in verschiedenen Veden einen Männerbund bzw. eine Bruderschaft.
Zwar zählten die Vratyas zu den Ariern, es ist jedoch nicht gänzlich geklärt, ob sie sich von den vedischen Traditionen lösten und einer eigenen Religion nachfolgten, oder ob sie als Zweig der Indogermanen nach Indien kamen.
Die Mitglieder dieser Bruderschaften waren junge Männer, die zwischen dem Ende der Lehrzeit und der Eheschließung standen.
Zur Zeit des Rigveda waren diese Jugendlichen in Bünden organisiert, in denen sie sowohl mit der Literatur ihrer Vorfahren als auch mit deren Waffenkünsten vertraut gemacht wurden. Als zudem Unverheiratete hatten sie daneben auch bestimmte rituelle Aufgaben zu übernehmen. Nach dem Abschluss der Lehrzeit gab es für den einzelnen Jugendlichen vier Wege für sein weiteres Leben:
Der erstgeborene Sohn durfte heiraten und später den Hausvorstand vom Vater übernehmen; damit stand er an höchster Stelle in der Hierarchie der Großfamilie.
Alle anderen konnten entweder untergeordnet in ihrer Familie leben oder mit Gleichgestellten eine neue Bruderschaft gründen, um durch verschiedene Mittel die Grundlagen für ein selbständiges Leben zu erlangen. Für die restlichen jungen Männer blieb nur das Dasein als heimatloser Wanderer übrig.
Es gibt deutliche Parallelen im Aufbau der Vratyas und den germanischen Bünden. Während im europäischen Raum Wotan/Odin den Anführer darstellte, war es im alten Indien der Gott Rudra. 
Geführt wurde eine Bruderschaft vom Grihapati (Hausvorstand oder Hausvater); die Gruppe der einfachen Mitglieder hieß Grama bzw. Sharda (Trupp, Haufen).

## Nähere Beschreibung
Das Pancavimsha-Brahmana (vermutlich 800 v. Chr. bis 500 v. Chr.) beschreibt die Vratyas wie folgt:
"Sowohl der Anführer als auch seine Gefolgschaft tragen einen schwarzen Turban und ein schwarzes Gewand. Diese düstere Farbgebung übermittelt Lichtlosigkeit und damit Gefahr; Schwarz ist die Farbe des Todes. Außer Turban und Gewand tragen die Vratyas am Oberkörper ein Kleidungsstück aus Fell, was ihre gesellschaftliche Sonderstellung hervorhebt, denn Felle gelten in Indien nicht als alltägliches Kleidungsstück. Überdies war die Kleidung absichtlich ausgefranst und präsentierte damit zusätzlich die Wildheit und die Unangepasstheit des Trägers. Ein wesentlicher Unterschied zwischen dem Anführer und der Gefolgschaft liegt in der Anzahl der Gürtel, die getragen werden. Der Grihapati trägt nur einen, da er nur an seine Gottheit, Rudra, gebunden ist. Die Männer der Truppe hingegen tragen zwei Gürtel, denn sie sind einerseits dem Gott und andererseits dem Anführer verbunden. Nur der Grihapati fährt in einem Wagen, der von zwei verschiedenen Zugtieren (Esel u. Kuh) gezogen wird. Um diese anzutreiben besitzt er einen langen Stock. Außerdem ist er im Besitz eines Bogens und einem Köcher mit drei Pfeilen. Diese drei Pfeile symbolisieren Rudra im Himmel, im Luftraum und auf der Erde."
Von den Bruderschaften und Männerbünden in Europa ist bekannt, dass sie ein ausgesprochen aggressives Verhalten an den Tag legten. Auch in Indien ist für die Vratyas diese Verhaltensart belegt, wobei auffällt, dass sie eine vorrangig ganz bestimmte Zielgruppe belästigten. Gegenüber Königen und Brahmanen, bei denen sie zu bestimmten Zeiten in den Wintermonaten vorsprachen, verhielten sie sich rücksichtslos und obszön. Ausgenommen von dieser Wildheit war ihr Anführer, da er das unterdrückte Leben, die Nichtentfaltung und den Tod repräsentiert. Er war es auch, der als einziger in der Gruppe auf dem Boden schlief, kein Fleisch aß und sich nicht mit Frauen einlassen durfte.
Trotz des unflätigen Verhaltens, das auf Wink des Anführers an den Tag gelegt wurde, duldete man die Vratyas anscheinend stillschweigend.

## Quelle
- Harry Falk: Bruderschaft und Würfelspiel. Untersuchungen zur Entwicklungsgeschichte des vedischen Opfers. Freiburg 1986.